# Синяя Куртка
Синяя Куртка (англ. Blue Jacket, на языке шауни Weyapiersenwah  (Вейапирсенва); ок. 1743 — 1810) — военный вождь народа шауни, был одним из самых успешных лидеров коренных американцев во время Северо-западной индейской войны, в ходе которой союзные индейские племена сражались с Соединёнными Штатами за контроль над Огайской землёй.

## Биография
Синяя Куртка родился в 1743 году в небольшой племенной деревне народа шауни на территории современного американского округа Росс. О его ранней жизни известно немного. Впервые он упоминается в письменных исторических источниках в 1773 году, когда он был уже военным вождём своего народа. В том же году британский миссионер посетил деревни шауни на реке Сайото и записал местоположение родной деревни Синей Куртки близ современного города Чилликоте. Синяя Куртка участвовал в войне Данмора и на стороне британцев в войне за независимость США, всегда пытаясь отстоять право своего народа на родную землю. С поражением Британии шауни не только потеряли большую часть своих земель на территории современного американского штата Огайо, но и утратили сильного союзника. После окончания войны за независимость США евроамериканцы хлынули на индейские земли, расположенные между Великими озёрами на севере и рекой Огайо на юге.
В 1780-х годах Синяя Куртка, совместно с другими вождями индейцев, создал сильную конфедерацию различных племён, которая стала известна как Северо-Западная конфедерация. В октябре 1786 года он возглавил набег на поселения евроамериканцев в Кентукки. В октябре 1790 года более 1400 американских солдата под командованием генерала Джосайи Хармара были отправлены в Форт-Уэйн. В ходе военной операции произошло несколько сражений, которые закончились в пользу индейцев. Синяя Куртка участвовал в боях во время кампании 1790 года и, возможно, был одним из лидеров индейцев. 3 ноября 1791 года воины Северо-Западной конфедерации, возглавляемые Синей Курткой, делаваром Баконгахеласом и вождём майами Маленькой Черепахой, разгромила американскую армию в битве на реке Уобаш.
Триумф Синей Куртки и его последователей был недолгим. В январе 1792 года вождь шауни вёл переговоры с британцами о оказании помощи индейской конфедерации, в результате которых ему были предоставлено небольшое количество боеприпасов. Американские власти были встревожены разгромом Сент-Клэра и собрали новую армию под командованием генерала Энтони Уэйна. 20 августа 1794 года воины конфедерации столкнулись с Уэйном в битве при Фоллен-Тимберс. Войско Синей Куртки потерпело поражение, и он был вынужден подписать 3 августа 1795 года Гринвиллский мирный договор, уступив большую часть современного штата Огайо Соединённым Штатам.
В 1805 году вождь шауни подписал договор в форте Индастри, уступив земли в северо-центральной части Огайо. В последние годы Синяя Куртка стал свидетелем возвышения Текумсе, который возглавил сопротивление шауни и попытался отстоять индейские земли на Старом Северо-Западе. Он, как и Синяя Куртка, также стремился к созданию индейского альянса, чтобы противостоять натиску евроамериканцев.

## Легенда о происхождении
В 1877 году, спустя десятилетия после смерти Синей Куртки, была опубликована статья, в которой утверждалось, что вождь шауни на самом деле был белым человеком по имени Мармадьюк Ван Сваринген, который был схвачен и усыновлён шауни в 1770-х годах, примерно во время Войны за независимость США. Эта история была популяризирована в исторических романах, написанных Алланом Уэсли Экертом в конце 1960-х годов. 
Многие историки сомневались в европейском происхождении Синей Куртки. Исторические записи указывают на то, что лидер шауни был намного старше Мармадьюка Ван Сварингена и к тому времени, когда Ван Сваринген предположительно был схвачен, уже был признанным вождём своего народа. Более того, никто из тех, кто лично знал Синюю Куртку, не оставил никаких записей, в которых он бы упоминался как белый человек. По словам его биографа, Джона Сагдена, он, несомненно, был шауни по происхождению.
Анализ ДНК потомков Синей Куртки и Ван Сварингена дал дополнительную поддержку аргументу о том, что вождь шауни был чистокровным индейцем. После первоначального тестирования в 2000 году результаты анализа ДНК с использованием обновленного оборудования и методов были опубликованы в сентябрьском выпуске 2006 года в журнале The Ohio Journal of Science. Исследователи протестировали образцы ДНК четырёх мужчин, происходящих от Чарльза Ван Сварингена, брата Мармадьюка, и шести человек, происходящих от сына Синей Куртки Джорджа. ДНК двух семей не совпали, и поэтому исследование пришло к выводу, что, европейское происхождение лидера шауни является вымыслом.

### Статьи
- Beery, John. Blue Jacket: Warrior of the Shawnees (англ.) // American Indian Culture & Research Journal. — Los Angeles: UCLA American Indian Studies Center, 2001. — Vol. 25, iss. 3. — P. 181—183. — ISSN 0161-6463.